# Обербёцберг
Обербёцберг (нем. Oberbözberg) — населённый пункт в Швейцарии, входит в состав коммуны Бёцберг округа Бругг в кантоне Аргау.
Население составляет 497 человек (на 31 декабря 2007 года).
До 2012 года был самостоятельной коммуной (официальный код — 4108). С 1 января 2013 года объединён с коммунами Линн, Галленкирх и Унтербёцберг в новую коммуну Бёцберг.